# Antonio Candido
Antonio Candido de Mello e Souza (Rio de Janeiro, 24 de julho de 1918 – São Paulo, 12 de maio de 2017) foi um sociólogo, crítico literário e professor universitário brasileiro. Estudioso da literatura brasileira e estrangeira, é autor de uma obra crítica extensa, respeitada nas principais universidades do Brasil. Foi professor da Faculdade de Filosofia, Letras e Ciências Humanas da Universidade de São Paulo (FFLCH-USP) onde, entre outros feitos, introduziu, em 1962, a Literatura Comparada, transformando a disciplina de Teoria Literária em Teoria Literária e Literatura Comparada.
É considerado um dos grandes expoentes da crítica literária brasileira pelo fato de suas obras terem se tornado base essencial para o debate da formação literária nacional associada a uma construção sociológica e ao humanismo. De método dialético, comparatista e sociológico, antecipou a interdisciplinaridade para entender a literatura como expressão da cultura brasileira. Como militante político, foi um dos vários precursores do socialismo democrático no Brasil.
Sua idealização do Suplemento Literário, em 1956, o caderno de crítica anexo ao jornal O Estado de S. Paulo, até 1966, contando com colaboração de Paulo Emílio Salles Gomes, Wilson Martins, do próprio Antonio Candido e outros, é visto como um marco do pensamento crítico brasileiro. Sua obra mais influente, Formação da Literatura Brasileira, foi lançada em 1959. Estreitou relações e amizades com pelo menos duas das grandes gerações de importantes escritores brasileiros, como Oswald de Andrade, Guimarães Rosa, Graciliano Ramos, dos quais escreveu também resenhas, estudos e críticas referenciais e seminais para o entendimento de suas obras.
Foi professor emérito da FFLCH-USP e da Universidade Estadual Paulista (UNESP), e doutor honoris causa da Universidade Estadual de Campinas (Unicamp) e da Universidade da República do Uruguai (2005). Entre diversos outros prêmios importantes por seu trabalho, recebeu o Prêmio Jabuti em 1960, 1965, 1966 e 1993, o Prêmio Machado de Assis em 1993, o Prêmio Anísio Teixeira em 1996 e o Prêmio Camões em 1998.

## Início de vida e educação
Antônio Candido nasceu na cidade do Rio de Janeiro, em 24 de julho de 1918, enquanto a cidade ainda era capital federal do país, filho do médico Aristides Candido de Mello e Souza e de Clarisse Tolentino de Mello e Souza.
O autor passou a infância entre os limites geográficos e culturais de Minas Gerais e São Paulo (Cássia, Poços de Caldas e São João da Boa Vista), para fixar-se na cidade de São Paulo em 1937.
Ingressou na Faculdade de Direito da Universidade de São Paulo (FDUSP) e na Faculdade de Filosofia, Letras e Ciências Humanas da Universidade de São Paulo (FFLCH) — ambas vinculadas a Universidade de São Paulo (USP) — em 1939, tendo abandonado a primeira no quinto período e se formado em Ciências Sociais em 1942.

## Carreira
Iniciou sua carreira como crítico na revista Clima (1941-1944), juntamente com Paulo Emílio Salles Gomes, Alfredo Mesquita, Décio de Almeida Prado, Gilda Rocha de Mello e Souza (filha de um primo de Mário de Andrade), com quem veio a se casar, e outros.

### Professor da USP
Em 1942 ingressou no corpo docente da Universidade de São Paulo (USP) como assistente de ensino do professor Fernando de Azevedo, na cadeira de Sociologia II, onde foi colega de Florestan Fernandes. A partir de 1943 passou a colaborar com o jornal Folha da Manhã, em que escreveu diversos artigos e resenhou os primeiros livros de João Cabral de Melo Neto e Clarice Lispector. Candido foi o primeiro crítico literário a tecer uma crítica sobre a obra de Clarice.
No ano de 1945, obteve o título de livre-docente  na universidade com a tese Introdução ao Método Crítico de Sílvio Romero. Posteriormente em 1954, o grau de doutor em Ciências Sociais com a tese Parceiros do Rio Bonito, ainda hoje um marco nos estudos brasileiros sobre sociedades tradicionais. Entre os anos de 1958 e 1960 foi professor de literatura brasileira na Faculdade de Filosofia, Ciências e Letras de Assis, hoje integrada à Universidade Estadual Paulista (UNESP).
Em 1961 regressou à USP e, a partir de 1974, torna-se professor-titular de Teoria Literária e Literatura Comparada da Faculdade de Filosofia, Letras e Ciências Humanas (assim denominada a partir de 1970) da USP, sendo responsável pela formação de grande parte da intelectualidade nacional, direta ou indiretamente. Entre os seus discípulos estão intelectuais como Antônio Lázaro de Almeida Prado, Fernando Henrique Cardoso, Roberto Schwarz, Davi Arrigucci Jr., Walnice Nogueira Galvão, João Luiz Lafetá, Antônio Arnoni Prado e Antônio Luiz Cagnin entre outros.
Aposentou-se em 1978, todavia manteve-se ainda como professor do curso de pós-graduação até 1992, ano em que orientou a última tese, a do crítico mexicano Jorge Ruedas de La Serna e crítico atuante não só na vida literária, como também na política, tendo sido um dos fundadores do Partido dos Trabalhadores (PT).
No ano de 1998, foi agraciado com o Prémio Camões, principal prêmio literário de língua portuguesa.
Antônio Candido foi o primeiro brasileiro a receber o Prêmio Internacional Alfonso Reyes, um dos mais importantes da América Latina. A premiação ocorreu em 8 de outubro de 2005, em Monterrey, a cidade natal de Reyes. Escritores como Borges, Carpentier, Malraux, Octavio Paz, Harold Bloom figuram entre os premiados.

### Relação com a Unicamp
Cândido teve uma relação ímpar com a  Universidade Estadual de Campinas (Unicamp). A convite do então reitor da Unicamp, Zeferino Vaz foi um dos fundadores do Instituto de Estudos da Linguagem da Unicamp (IEL), órgão de pesquisa literária e linguística da universidade.
O professor permaneceu na instituição por cinco anos como professor e foi um dos gestores do instituto, criando departamentos e participando da implantação do IEL.
Em sua homenagem, a biblioteca do instituto ganhou o seu nome. Sua biblioteca pessoal, que contava com mais de seis mil livros, foi doada à instituição após a sua morte por suas três filhas, no ano de 2018.
O termo de doação foi assinado durante uma reunião no Gabinete do Reitor, Marcelo Knobel, com a presença da historiadora Marina de Mello e Souza, uma das filhas de Antonio Candido. Segundo ela, ao longo da vida o professor fez diversas doações de livros a outras entidades, mas o que chegaram à coleção da Unicamp "são a essência de sua formação e do que ele considerava central, desde coisas que lia quando criança ou adolescente, o que leu a vida inteira e as manias (...). Estes livros são o retrato da trajetória dele, a seleção que ele fez”. Antes do deslocamento dos livros, bibliotecários da Unicamp foram até o apartamento onde Antonio Candido morava, em São Paulo, para mapear a biblioteca particular e preservar as informações sobre como os livros estavam agrupados, visando replicar a ordenação das obras na biblioteca da Unicamp.

## Atividade política
Paralelo às atividades literárias, Candido militou no Partido Socialista Brasileiro (PSB) e participou do Grupo Radical de Ação Popular, integrado também por Paulo Emílio Salles Gomes, Germinal Feijó, Paulo Zingg e Antônio Costa Correia, editando um jornal clandestino, de oposição ao governo ditatorial de Getúlio Vargas, chamado Resistência.
Antônio Candido ajuda a consolidar a União Democrática Socialista (UDS). Com a dissolução desta última, adere à Esquerda Democrática, que em 1947 se funde com os remanescentes da UDS,  para formar o Partido Socialista Brasileiro (PSB). Foi candidato a deputado estadual por essa sigla, na qual ocupou o cargo de dirigente da seção paulista e militou até 1954.  Posteriormente, participou do processo de fundação do Partido dos Trabalhadores (PT), onde, entre outras funções, foi Presidente do 1º Conselho Curador da Fundação Wilson Pinheiro, fundação de apoio partidária instituída pelo PT em 1981, antecessora da Fundação Perseu Abramo.
Foi um forte entusiasta das candidaturas de Lula (PT) à presidência da república.
Como petista apoiou Dilma Rousseff a candidatura de DIlma em 2010. Em 2014, novamente apoiou-a contra o então Senador mineiro, Aécio Neves (PSDB). Durante o processo de impeachment de DIlma Rousseff, posicionou-se de maneira contrária ao afastamento da presidente. Quando questionado pelo jornal paulista, Folha de S.Paulo Candido afirmou "nada justifica a tentativa de destituir a "destemida" presidente Dilma Rousseff de suas funções [...] o impedimento provavelmente só agravaria a dificílima situação política e econômica do país."
Considerou-se sempre socialista, tendo declarado, já aos 93 anos de idade:
"O socialismo é uma doutrina totalmente triunfante no mundo. E não é paradoxo. O que é o socialismo? É o irmão-gêmeo do capitalismo, nasceram juntos, na revolução industrial. É indescritível o que era a indústria no começo. Os operários ingleses dormiam debaixo da máquina e eram acordados de madrugada com o chicote do contramestre. Isso era a indústria. Aí começou a aparecer o socialismo. Chamo de socialismo todas as tendências que dizem que o homem tem que caminhar para a igualdade e ele é o criador de riquezas e não pode ser explorado. Comunismo, socialismo democrático, anarquismo, solidarismo, cristianismo social, cooperativismo… tudo isso. Esse pessoal começou a lutar, para o operário não ser mais chicoteado, depois para não trabalhar mais que doze horas, depois para não trabalhar mais que dez, oito; para a mulher grávida não ter que trabalhar, para os trabalhadores terem férias, para ter escola para as crianças. Coisas que hoje são banais. Conversando com um antigo aluno meu, que é um rapaz rico, industrial, ele disse: "o senhor não pode negar que o capitalismo tem uma face humana". O capitalismo não tem face humana nenhuma. O capitalismo é baseado na mais-valia e no exército de reserva, como Marx definiu. É preciso ter sempre miseráveis para tirar o excesso que o capital precisar. E a mais-valia não tem limite. Marx diz na "Ideologia Alemã": as necessidades humanas são cumulativas e irreversíveis. Quando você anda descalço, você anda descalço. Quando você descobre a sandália, não quer mais andar descalço. Quando descobre o sapato, não quer mais a sandália. Quando descobre a meia, quer sapato com meia e por aí não tem mais fim. E o capitalismo está baseado nisso. O que se pensa que é face humana do capitalismo é o que o socialismo arrancou dele com suor, lágrimas e sangue. Hoje é normal o operário trabalhar oito horas, ter férias… tudo é conquista do socialismo."

## Vida pessoal
Antônio Candido foi casado com Gilda de Mello e Souza, professora de Estética no Departamento de Filosofia  da Faculdade de Filosofia, Letras e Ciências Humanas da Universidade de São Paulo.
Falecida no Natal de 2005 (25 de dezembro), Gilda era filha de um primo do escritor Mário de Andrade, com quem conviveu na mesma casa por 12 anos e cuja obra ela estudou, especialmente em O Tupi e o Alaúde. Candido deixou três filhas: Ana Luísa e as também professoras de História da USP, Laura de Mello e Souza e Marina de Mello e Souza.
Mesmo discreto, aposentado e afastado da vida social e acadêmica, era frequentemente requisitado por alunos e instituições, por conta de sua erudição.

## Morte
Antônio Candido morreu em 12 de maio de 2017, em São Paulo, em decorrência de uma hérnia de hiato inoperável.

## Principais obras
- Introdução ao método crítico de Sílvio Romero, Universidade de São Paulo, 1945.[72]
- Ficção e confissão: estudo sobre a obra de Graciliano Ramos, Editora José Olympio ,1956.[73]
- Formação da literatura brasileira: momentos decisivos (2 volumes), Editora Martins, 1964-1969.[74][75]
- O observador literário, Comissão de Literatura, 1959.[76]
- Tese e antítese: ensaios, Editora Nacional, 1964.[77]
- Os parceiros do Rio Bonito: estudo sobre o caipira paulista e a transformação dos seus meios de vida, Editora José Olympyio, 1964.[78]
- Literatura e sociedade: estudos de teoria e história literária, Companhia Editora Nacional, 1965.[79]
- Vários escritos, 1970.[80]
- Formação da literatura brasileira, Editora da Universidade de São Paulo, 1975.[81]
- Teresina etc., 1980.[82]
- Na sala de aula: caderno de análise literária, Editora Ática, 1985.[83]
- A educação pela noite e outros ensaios, Editora Ática, 1987.[84]
- O estudo analítico do poema, Associação Editorial Humanitas, 1987.[85]
- Recortes, Companhia das Letras, 1993.[86]
- O discurso e a cidade, Duas Cidades, 1993.[87]
- Teresina e seus amigos, Paz e Terra 1996.[88]
- Iniciação à literatura brasileira (Resumo para principiantes), Humanitas Publicações, 1997.[89]
- O Romantismo no Brasil, Editora Humanitas, 2002.[90]
- Um funcionário da Monarquia: ensaio sobre o segundo escalão, Editora Ouro sobre Azul, 2002.[91]

### Obras em parceria
- Presença da literatura brasileira: história e antologia, Difusão Europeia do Livro (com José Aderaldo Castello) 1964..[92]
- A personagem de ficção, Editora Perspectiva (com Paulo Emílio Salles Gomes, Décio de Almeida Prado e Anatol Rosenfeld), 1968.[93]
- Política cultural, Editora Mercado Aberto (com Marilena Chauí, Lélia Abramo e Edélcio Mostaço), 1984.[94]
- USP: 1968-1969: Hélio Lourenço de Oliveira, Editora da Universidade de São Paulo (com Lólio Lourenço de Oliveira e Alberto Carvalho da Silva), 1995.[95]

## Obras sobre Antônio Candido
- Aguiar, Flávio (org.). Antônio Candido: pensamento e militância. Fundação Perseu Abramo e Humanitas FFLCH/USP, 1999.[96]
- Antelo, Raúl (org.). Antônio Candido y los Estúdios Latinoamericanos. Instituto Internacional de Literatura Ibero-Americana da Universidade de Pittsburgh, 2002.[97]
- Arantes, Paulo Eduardo. Sentimento da Dialética. Rio de Janeiro: Paz e Terra, 1992.[98]
- Corpas, Danielle et al. (org.). 40 anos de Formação da literatura brasileira. v. 1. Rio de Janeiro: Fundação Universitária José Bonifácio (UFRJ), 2000.
- Dantas Vinícius. Bibliografia de Antônio Candido, São Paulo, Duas Cidades/34 Letras, 2002.[99]
- Goto, Roberto. Malandragem revisitada. Campinas: Pontes, 1988.[100]
- Jackson, Luiz Carlos. A tradição esquecida; Belo Horizonte: Ed. UFMG, 2002.[101]
- Lafer, Celso. (org.). Esboço de Figura: Homenagem a Antonio Candido. São Paulo, Duas Cidades, 1979.[102]
- Martinello, André Souza; Schneider, Sérgio. PARALELOS ENTRE ANTONIO CANDIDO E ALEXANDRE CHAYANOV: economia fechada, equilíbrio mínimo e rusticidade. In: CARVALHO, Horácio Martins de (Org.). CHAYANOV E O CAMPESINATO. São Paulo: Editora Expressão Popular, 2014, p. 273-298.[103]
- MARTINELLO, André Souza; SCHNEIDER, Sérgio. 'PARALELOS ENTRE ANTÔNIO CANDIDO E ALEXANDRE CHAYANOV: ECONOMIA FECHADA, EQUILIBRIO MÍNIMO E RUSTICIDADE.' Revista Territórios e Fronteiras (UFMT). V.3, número 02 - Jul/Dez 2010. p. 138-158, 2010.[103]
- Pontes, Heloísa. Destinos Mistos. Companhia das Letras. 1998.[104]
- Schwarz, Roberto. Sequências Brasileiras. São Paulo: Companhia das Letras, 1999.[105]
- Serna, Jorge Ruedas de la (org.). "História e Literatura: Homenagem a Antônio Candido", Editora da Unicamp, 2003.[106]

## Prêmios
- Prêmio Jabuti (1960, 1965, 1966, 1993).[107][108]
- Prêmio Internacional Alfonso Reyes (2005).[37]
- Prêmio Juca Pato (2007).[109]
- Prêmio Camões (1998).[36]
- Prêmio Machado de Assis (1993).[110]